# Blåbärssoppa

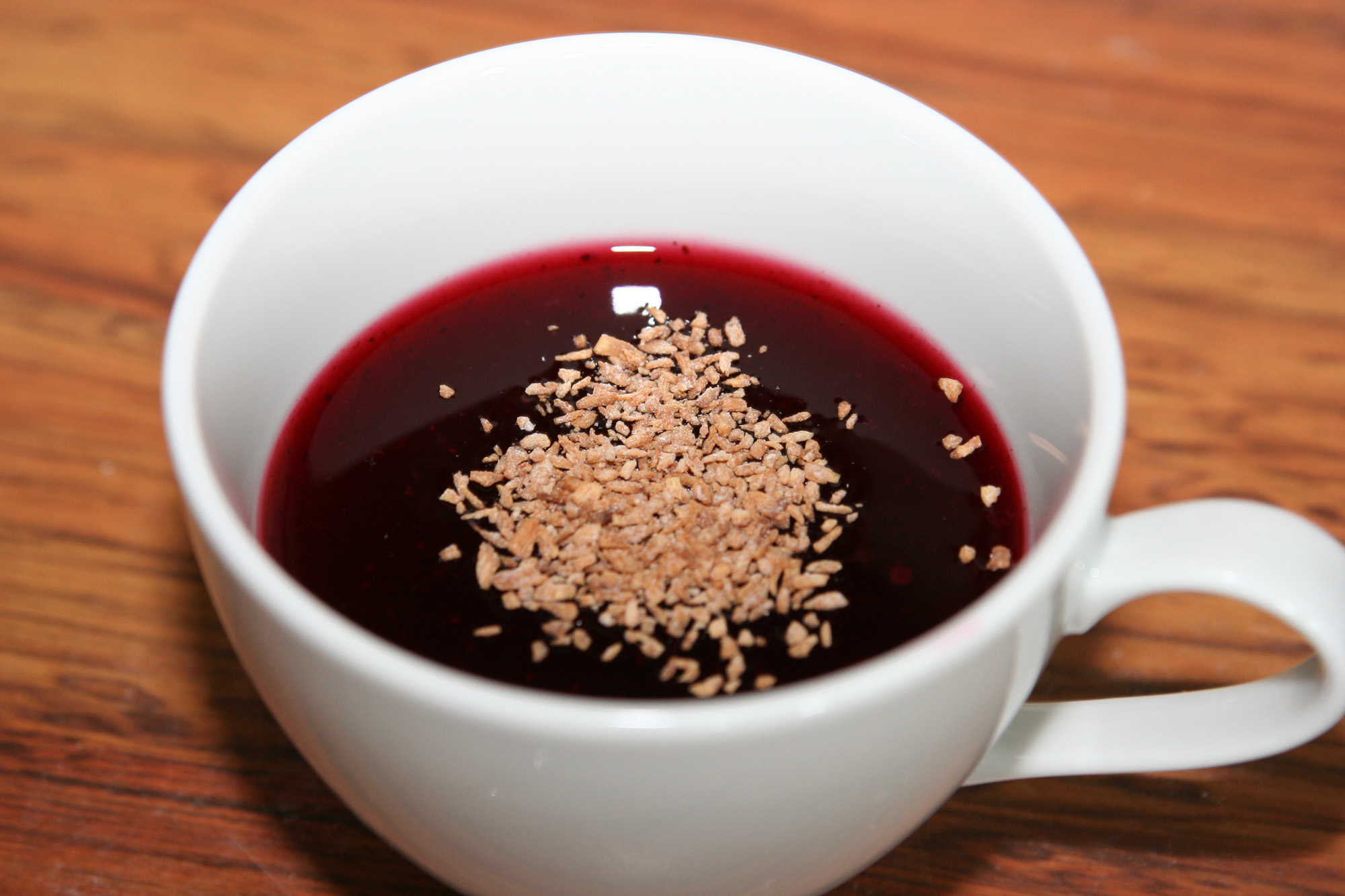
Blåbärssoppa met geroosterde kokos

Blåbärssoppa is een Scandinavische zoete drank gemaakt van de blauwe bosbes (Vaccinium myrtillus), die in heel Scandinavië in het wild groeit. Aan de bosbessen wordt suiker, water en aardappelzetmeel toegevoegd. Het aardappelzetmeel zorgt voor een dikke consistentie. Blåbärssoppa wordt vaak warm of lauw gedronken, maar kan ook gekoeld worden geconsumeerd.
Blåbärssoppa wordt traditioneel geserveerd aan de deelnemers van de Wasaloop. Aangezien bosbessen van oudsher worden gebruikt om milde aandoeningen van het gastro-intestinale stelsel te bestrijden, beschouwt men blåbärssoppa in Zweden vaak als geschikt voor mensen met maagklachten, of voor wie herstelt van buikgriep.